# Cambridge
Cambridge /ˈkeɪmbrɪdʒ/, históricamente conocida en español como Cambrigia, es un distrito no metropolitano del Reino Unido, una ciudad universitaria inglesa muy antigua y la capital del condado de Cambridgeshire, a orillas del río Cam. 
Se encuentra aproximadamente a ochenta kilómetros de Londres y la rodean varias villas y pueblos. Su fama la debe a la Universidad de Cambridge, que incluye a los Laboratorios Cavendish (denominados así en honor a Henry Cavendish), el hospital Addenbrooke, el coro de la capilla del King's College y la Biblioteca de la Universidad. Estos dos últimos edificios sobresalen respecto del resto de la ciudad. En la ciudad también se encuentra un campus de la Universidad Anglia Ruskin.
De acuerdo con el censo de 2001, la ciudad cuenta con 108 863 habitantes (de ellos, 22 153 son estudiantes).
El nombre de la ciudad significa «puente del [río] Cam».
En abril de 2011, la ciudad le da su nombre al título de nobleza «duque de Cambridge» al príncipe Guillermo Arturo Felipe Luis tras su matrimonio con Kate Middleton, debido a la tradición británica de que a los príncipes reales se les conceda un título nobiliario al contraer matrimonio.

## Historia
Se sabe de la existencia de asentamientos humanos en el área desde la época del Imperio romano. La más antigua e inobjetable evidencia de ocupación del lugar, un conjunto de armas de caza, corresponde al final de la Edad del Bronce, alrededor del año 1000 a. C. Hay aún más pruebas de que en la Edad del Hierro, miembros de la tribu gala de los Belgae se asentaron en Castle Hill en el siglo I. Castle Hill hizo de Cambridge un punto militarmente estratégico, debido a que desde ese lugar se podía vigilar el río Cam. También era el punto de cruce de la Vía Devana que conectaba Colchester, en Essex, con las barracas en Lincoln, Inglaterra hacia el norte. Probablemente de ahí viene la etimología de su nombre Cam-Bridge o Puente-Cam. Este asentamiento romano posiblemente se denominaba Durolipons.
El asentamiento siguió siendo un centro regional, incluso 350 años después de la ocupación romana, alrededor del año 400. Aún pueden verse en el lugar los muros de edificaciones y los caminos romanos.
En 1068, dos años después de la batalla de Hastings, Guillermo I de Inglaterra construyó un castillo en Castle Hill. De esta etapa data también la conocida como iglesia redonda (Round Church).
En 1209 se funda la Universidad de Cambridge. El college más antiguo que aún existe, Peterhouse, se fundó en 1284. Sin embargo, el más famoso, el King's College, comenzó a ser construido en 1446 por el rey Enrique VI. Fue finalizado en 1515 durante el reinado del rey Enrique VIII. Durante la guerra civil inglesa de 1642-1645 la ciudad fue un importante centro controlado por los parlamentarios. 
En el siglo XIX el municipio empezó a crecer debido al gran aumento de la población que se produjo en todo el país, producto del aumento de la esperanza de vida y de la productividad agraria. En 1951 la población recibe el título de ciudad.

## Geografía
Según la Oficina Nacional de Estadística británica, Cambridge tiene una superficie de 40,7 km²,a una altitud entre 6 y 24 metros sobre el nivel del mar.

### Clima
| Parámetros climáticos promedio del Jardín botánico de Cambridge, elevación 12m,1971-2000, extremos 1914- | Parámetros climáticos promedio del Jardín botánico de Cambridge, elevación 12m,1971-2000, extremos 1914- | Parámetros climáticos promedio del Jardín botánico de Cambridge, elevación 12m,1971-2000, extremos 1914- | Parámetros climáticos promedio del Jardín botánico de Cambridge, elevación 12m,1971-2000, extremos 1914- | Parámetros climáticos promedio del Jardín botánico de Cambridge, elevación 12m,1971-2000, extremos 1914- | Parámetros climáticos promedio del Jardín botánico de Cambridge, elevación 12m,1971-2000, extremos 1914- | Parámetros climáticos promedio del Jardín botánico de Cambridge, elevación 12m,1971-2000, extremos 1914- | Parámetros climáticos promedio del Jardín botánico de Cambridge, elevación 12m,1971-2000, extremos 1914- | Parámetros climáticos promedio del Jardín botánico de Cambridge, elevación 12m,1971-2000, extremos 1914- | Parámetros climáticos promedio del Jardín botánico de Cambridge, elevación 12m,1971-2000, extremos 1914- | Parámetros climáticos promedio del Jardín botánico de Cambridge, elevación 12m,1971-2000, extremos 1914- | Parámetros climáticos promedio del Jardín botánico de Cambridge, elevación 12m,1971-2000, extremos 1914- | Parámetros climáticos promedio del Jardín botánico de Cambridge, elevación 12m,1971-2000, extremos 1914- | Parámetros climáticos promedio del Jardín botánico de Cambridge, elevación 12m,1971-2000, extremos 1914- |
| Mes | Ene. | Feb. | Mar. | Abr. | May. | Jun. | Jul. | Ago. | Sep. | Oct. | Nov. | Dic. | Anual |
| --- | --- | --- | --- | --- | --- | --- | --- | --- | --- | --- | --- | --- | --- |
| Temp. máx. abs. (°C)                                                                                     | 14.9 | 18.8 | 23.8 | 26.1 | 31.1 | 34.0 | 38.1 | 36.9 | 33.8 | 28.3 | 21.1 | 15.8 | 38.1 |
| Temp. máx. media (°C)                                                                                    | 7.1 | 7.6 | 10.4 | 13.0 | 16.9 | 19.8 | 22.5 | 22.5 | 19.1 | 14.9 | 10.1 | 7.9 | 14.3 |
| Temp. mín. media (°C)                                                                                    | 1.2 | 0.9 | 2.7 | 4.0 | 6.8 | 9.7 | 11.9 | 11.8 | 9.7 | 6.8 | 3.5 | 2.1 | 6.0 |
| Temp. mín. abs. (°C)                                                                                     | −16.1 | −17.2 | −11.7 | −6.1 | −4.4 | −0.6 | 2.2 | 3.3 | −2.2 | −6.1 | −13.3 | −15.6 | −17.2 |
| Precipitación total (mm)                                                                                 | 44.79 | 32.56 | 41.72 | 42.44 | 45.03 | 53.70 | 41.85 | 48.46 | 53.34 | 54.35 | 51.39 | 50.31 | 559.94                                                                                                   |
| Fuente: KNMI                                                                                             | | | | | | | | | | | | | |

| Parámetros climáticos promedio de Cambridge NIAB, elevación 26m,1971-2000 | Parámetros climáticos promedio de Cambridge NIAB, elevación 26m,1971-2000 | Parámetros climáticos promedio de Cambridge NIAB, elevación 26m,1971-2000 | Parámetros climáticos promedio de Cambridge NIAB, elevación 26m,1971-2000 | Parámetros climáticos promedio de Cambridge NIAB, elevación 26m,1971-2000 | Parámetros climáticos promedio de Cambridge NIAB, elevación 26m,1971-2000 | Parámetros climáticos promedio de Cambridge NIAB, elevación 26m,1971-2000 | Parámetros climáticos promedio de Cambridge NIAB, elevación 26m,1971-2000 | Parámetros climáticos promedio de Cambridge NIAB, elevación 26m,1971-2000 | Parámetros climáticos promedio de Cambridge NIAB, elevación 26m,1971-2000 | Parámetros climáticos promedio de Cambridge NIAB, elevación 26m,1971-2000 | Parámetros climáticos promedio de Cambridge NIAB, elevación 26m,1971-2000 | Parámetros climáticos promedio de Cambridge NIAB, elevación 26m,1971-2000 | Parámetros climáticos promedio de Cambridge NIAB, elevación 26m,1971-2000 |
| Mes                                                                       | Ene.                                                                      | Feb.                                                                      | Mar.                                                                      | Abr.                                                                      | May.                                                                      | Jun.                                                                      | Jul.                                                                      | Ago.                                                                      | Sep.                                                                      | Oct.                                                                      | Nov.                                                                      | Dic.                                                                      | Anual                                                                     |
| ------------------------------------------------------------------------- | ------------------------------------------------------------------------- | ------------------------------------------------------------------------- | ------------------------------------------------------------------------- | ------------------------------------------------------------------------- | ------------------------------------------------------------------------- | ------------------------------------------------------------------------- | ------------------------------------------------------------------------- | ------------------------------------------------------------------------- | ------------------------------------------------------------------------- | ------------------------------------------------------------------------- | ------------------------------------------------------------------------- | ------------------------------------------------------------------------- | ------------------------------------------------------------------------- |
| Temp. máx. media (°C)                                                     | 7.0                                                                       | 7.4                                                                       | 10.2                                                                      | 12.6                                                                      | 16.5                                                                      | 19.4                                                                      | 22.2                                                                      | 22.3                                                                      | 18.9                                                                      | 14.6                                                                      | 9.9                                                                       | 7.8                                                                       | 14.1                                                                      |
| Temp. mín. media (°C)                                                     | 1.3                                                                       | 1.1                                                                       | 2.9                                                                       | 4.0                                                                       | 6.7                                                                       | 9.8                                                                       | 12.0                                                                      | 11.9                                                                      | 10.1                                                                      | 7.1                                                                       | 3.7                                                                       | 2.3                                                                       | 6.1                                                                       |
| Precipitación total (mm)                                                  | 45.0                                                                      | 32.7                                                                      | 41.5                                                                      | 43.1                                                                      | 44.5                                                                      | 53.8                                                                      | 38.2                                                                      | 48.8                                                                      | 51.0                                                                      | 53.8                                                                      | 51.1                                                                      | 50.0                                                                      | 553.5                                                                     |
| Horas de sol                                                              | 55.5                                                                      | 72.6                                                                      | 107.0                                                                     | 145.8                                                                     | 189.7                                                                     | 180.0                                                                     | 191.3                                                                     | 186.9                                                                     | 141.6                                                                     | 115.0                                                                     | 68.1                                                                      | 47.7                                                                      | 1501.2                                                                    |
| Fuente: Met Office                                                        |                                                                           |                                                                           |                                                                           |                                                                           |                                                                           |                                                                           |                                                                           |                                                                           |                                                                           |                                                                           |                                                                           |                                                                           |                                                                           |

## Demografía
Según el censo de 2001, Cambridge tenía 108 863 habitantes (49,89% varones, 50,11% mujeres) y una densidad de población de 2674,77 hab/km². El 14,72% eran menores de 16 años, el 78,4% tenían entre 16 y 74 y el 6,89% eran mayores de 74. La media de edad era de 36,03 años. 
La mayor parte (80,86%) eran originarios del Reino Unido. El resto de países europeos englobaban al 7,49% de la población, mientras que el 1,98% había nacido en África, el 5,66% en Asia, el 2,43% en América del Norte, el 0,41% en América del Sur, el 1,05% en Oceanía y el 0,11% en cualquier otro lugar. Según su grupo étnico, el 89,44% de los habitantes eran blancos, el 1,97% mestizos, el 3,75% asiáticos, el 1,34% negros, el 2,14% chinos y el 1,37% de cualquier otro. El cristianismo era profesado por el 57,65%, el budismo por el 1,05%, el hinduismo por el 1,19%, el judaísmo por el 0,78%, el islam por el 2,44%, el sijismo por el 0,19% y cualquier otra religión por el 0,49%. El 26,61% no eran religiosos y el 9,61% no marcaron ninguna opción en el censo.
El 56,48% de los habitantes estaban solteros, el 30,97% casados, el 1,53% separados, el 5,91% divorciados y el 5,11% viudos. Había 42 658 hogares con residentes, de los cuales el 35,79% estaban habitados por una sola persona, el 8,2% por padres solteros con o sin hijos dependientes, el 47,74% por parejas (37,48% casadas, 10,26% sin casar) con o sin hijos dependientes, y el 8,26% por múltiples personas. Además, había 1135 hogares sin ocupar y 231 eran alojamientos vacacionales o segundas residencias.
| Población histórica de Cambridge                                                          |        |        |        |        |        |        |        |        |         |         |
| Año                                                                                       | 1801   | 1811   | 1821   | 1831   | 1841   | 1851   | 1861   | 1871   | 1881    | 1891    |
| Población                                                                                 | 10 087 | 11 108 | 14 142 | 20 917 | 24 453 | 27 815 | 26 361 | 30 078 | 35 363  | 36 983  |
| Año                                                                                       | 1901   | 1911   | 1921   | 1931   | 1951   | 1961   | 1971   | 1981   | 1991    | 2001    |
| Población                                                                                 | 38 379 | 40 027 | 59 264 | 66 789 | 81 500 | 95 527 | 99 168 | 87 209 | 107 496 | 108 863 |
| Censo del distrito regional 1801-1901, Registro parroquial 1911-1961, Distrito 1971-2001. |        |        |        |        |        |        |        |        |         |         |

## Ciudades hermanadas
- Cambridge - Estados Unidos
- Heidelberg - Alemania
- Szeged - Hungría
- Salamanca - España